# Alex Poon
Alex Poon es un activista por los derechos transgénero estadounidense.

## Educación y primeros años
Poon se graduó en la Wellesley College en 2014, donde se especializó en informática. Se declaró transgénero en su segundo año. Fue la primera persona abiertamente trans en ganar la carrera anual de aros desde que comenzó en 1895. Su madre, Helen Poon, también ganó cuando estaba en su último año en Wellesley en 1982.
Poon es chino-estadounidense y creció en Virginia. Asistió a la escuela Holton-Arms , una escuela secundaria exclusivamente para niñas, donde fue capitán del equipo de natación femenino y del equipo masculino de waterpolo en una escuela local exclusivamente para varones.

## Carrera y activismo
Poon ha sido entrevistado para noticias sobre estudiantes transgénero, incluidas aquellas sobre mujeres trans y personas no binarias en universidades de mujeres.
Poon trabaja como gerente de producto en una empresa de tecnología y ocasionalmente habla en público y realiza entrevistas sobre género en el lugar de trabajo. Habla de haber sido percibido como hombre y mujer en el lugar de trabajo, lo que le da una perspectiva única sobre la discriminación y el sexismo. En 2019, dijo que su trabajo en IBM estaba infravalorado antes de hacer su transición a hombre, pero después, le dieron "un asiento en la mesa". Le dijo a The Washington Post que después de su transición, "la gente ahora asume que tengo lógica, consejos y antigüedad. Me miran y asumen que sé la respuesta, incluso cuando no la sé. He estado en reuniones donde todos los demás en la sala eran mujeres y de mayor rango, pero aun así me preguntaron: 'Alex, ¿qué piensas? Pensábamos que lo sabrías'".